# Märzforderungen
Märzforderungen werden Forderungen genannt, die während der Märzrevolution 1848 überall im Deutschen Bund vom Bürgertum gestellt wurden. Diese Forderungen vereinten zunächst noch Demokraten und Liberale. Sie orientierten sich an den Forderungen der Mannheimer Volksversammlung vom 27. Februar 1848 und waren durch die Französische Februarrevolution beeinflusst.
Die Kernforderungen lauteten:

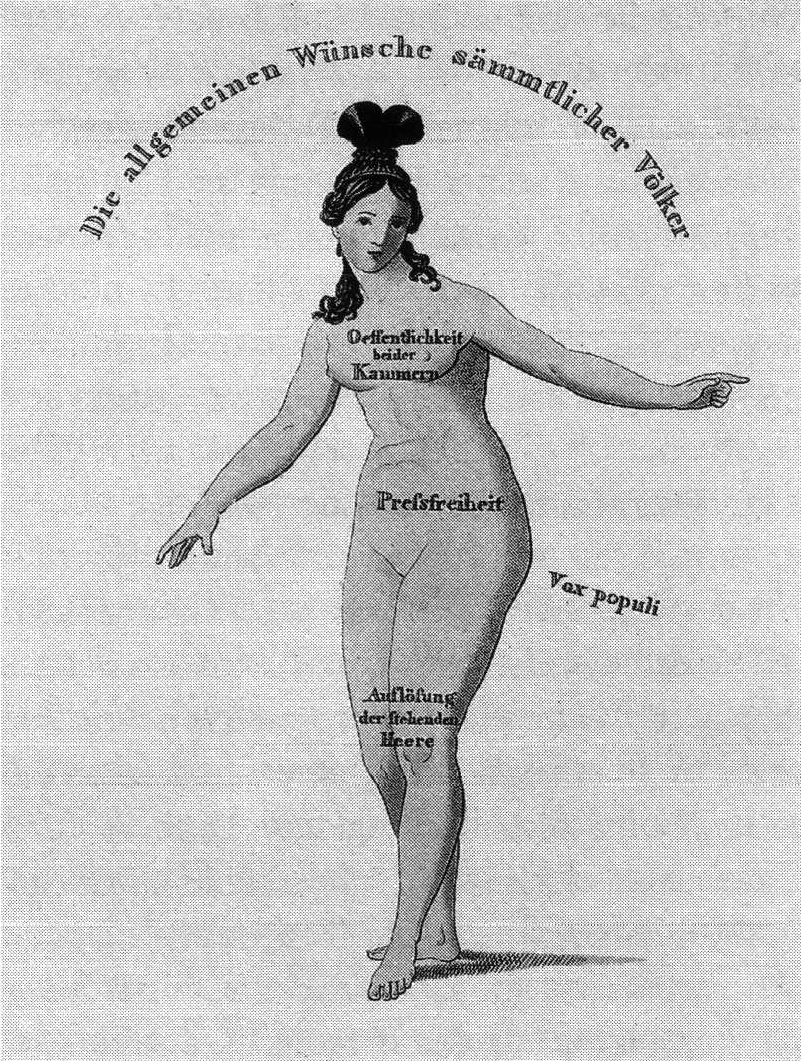
„Die allgemeinen Wünsche sämmtlicher Völker“. Karikatur der Märzforderungen in einem Kupferstich von 1848.

1. Volksbewaffnung mit freier Wahl der Offiziere
2. Pressefreiheit
3. Schwurgerichte nach englischem Vorbild
4. sofortige Herstellung eines deutschen Nationalparlaments
5. Menschen- und Bürgerrechte
6. deutscher Nationalstaat
7. Vereinbarte Verfassung

In verschiedenen deutschen Einzelstaaten wurden die Kernforderungen noch erweitert. In ländlichen Regionen gab es Forderungen nach der Abschaffung der Reste der Grundherrschaft. In den Städten wurden eher demokratische Rechte gefordert. So verlangte z. B. die Wiesbadener Volksversammlung vom 2. März zusätzlich die Vereidigung des Militärs auf die Verfassung, die Erklärung der herzoglichen Domänen zu Staatseigentum und der Einberufung der zweiten Kammer zur Verabschiedung des allgemeinen Wahlrechts und der Religionsfreiheit.
Weitere Forderungen waren das Vereins- und Versammlungsrecht, Aufhebung der Karlsbader Beschlüsse, Amnestie für politische Gefangene, Einführung der staatsbürgerlichen Gleichheit und die Ministerverantwortlichkeit.
Im weiteren Verlauf der Revolution wurden auf Druck der Bevölkerung einige der Forderungen von den jeweiligen Monarchen bewilligt und liberale Märzministerien berufen. Der Bundestag beschloss am 2. April die Aufhebung der Karlsbader Beschlüsse. Nach Niederschlagung der Revolution wurden die Zugeständnisse meist wieder zurückgenommen. Doch blieb eine parlamentarische Tradition und eine Erinnerung an die Revolution erhalten, die weiter wirkte.